# ゲット・ザ・ナック
『ゲット・ザ・ナック』（Get the Knack）は、アメリカのバンド、ザ・ナックが1979年6月に発表したファースト・アルバム。

## 解説
レコーディングはわずか11日で終了した。収録曲「ハートビート」は、バディ・ホリーが1958年に発表した曲のカヴァー。
デビュー・シングル「マイ・シャローナ」と同様、本作も大ヒットを記録してBillboard 200の1位を獲得し、母国アメリカでは1979年8月3日の時点でプラチナ・ディスクに認定された。しかし、結果的には本作以後、バンドはBillboard 200のトップ10からは遠ざかっている。

## 収録曲
特記なき楽曲はダグ・ファイガーとバートン・アヴェールの共作。
Side 1
1. レット・ミー・アウト "Let Me Out" – 2:21
2. ユア・ナンバー・オア・ユア・ネイム "Your Number or Your Name" – 2:55
3. オー・タラ "Oh Tara" (Doug Fieger) – 3:03
4. セルフィッシュ "(She's So) Selfish" – 4:28
5. メイビー・トゥナイト "Maybe Tonight" (D. Fieger) – 3:59
6. グッド・ガールズ・ドント "Good Girls Don't" (D. Fieger) – 3:07

Side 2
1. マイ・シャローナ "My Sharona" – 4:50
2. ハートビート "Heartbeat" (Bob Montogomery, Norman Petty) – 2:10
3. モンキー・アンド・ミー "Siamese Twins (The Monkey and Me)" – 3:22
4. ルシンダ "Lucinda" – 3:58
5. リトル・ガールズ・ドゥ "That's What the Little Girls Do" (D. Fieger) – 2:40
6. フラストレイテッド "Frustrated" – 3:48

## シングル
本作からのシングルのチャート最高順位を示す。
| タイトル                 | アメリカ | イギリス | オランダ | ニュージーランド |
| ------------------------ | -------- | -------- | -------- | ---------------- |
| マイ・シャローナ         | 1位      | 6位      | 13位     | 3位              |
| グッド・ガールズ・ドント | 11位     | 66位     | -        | 20位             |

## 参加ミュージシャン
- ダグ・ファイガー - ボーカル、ギター
- バートン・アヴェール - リードギター
- プレスコット・ナイルズ - ベース
- ブルース・ゲイリー - ドラムス